# ترانسدانوبیای جنوبی
ترانسدانوبیای جنوبی (مجاری: Dél-Dunántúl; انگلیسی: Southern Transdanubia) یک منطقه آماری مجارستان به مرکزیت شهر پچ است. این منطقه ۱۴٬۱۶۹ کیلومترمربع مساحت و ۹۶۰٬۰۸۸ نفر جمعیت دارد.